# Municipio de Twin Lake (Dakota del Norte)
El municipio de Twin Lake (en inglés: Twin Lake Township) es un municipio ubicado en el condado de Benson en el estado estadounidense de Dakota del Norte. En el año 2010 tenía una población de 39 habitantes y una densidad poblacional de 0,42 personas por km².

## Geografía
El municipio de Twin Lake se encuentra ubicado en las coordenadas 48°14′21″N 99°39′50″O / 48.23917, -99.66389. Según la Oficina del Censo de los Estados Unidos, el municipio tiene una superficie total de 93.19 km², de la cual 87,72 km² corresponden a tierra firme y (5,87 %) 5,47 km² es agua.

## Demografía
Según el censo de 2010, había 39 personas residiendo en el municipio de Twin Lake. La densidad de población era de 0,42 hab./km². De los 39 habitantes, el municipio de Twin Lake estaba compuesto por el 100 % blancos. Del total de la población el 0 % eran hispanos o latinos de cualquier raza.